# Берестовенська волость
Берестовенська волость — адміністративно-територіальна одиниця Костянтиноградського повіту Полтавської губернії з центром у містечку Берестовенька.
Старшинами волості були:
- 1900—1904 року козак Данило Трофимович Пономарь[1],[2];
- 1913 року Ілля Володимирович Шатохін[3];
- 1915 року Осип Євграфович Грабко[4].